# Atherigona beta
Atherigona beta är en tvåvingeart som beskrevs av Adrian C. Pont 1986. Atherigona beta ingår i släktet Atherigona och familjen husflugor.
Artens utbredningsområde är Queensland. Inga underarter finns listade i Catalogue of Life.